# Slučovací smlouva
Slučovací smlouva, též Smlouva o Evropských společenstvích nebo Smlouva o jednotných orgánech – oficiální název Smlouva o zřízení společné Rady a společné Komise Evropských společenství – byla podepsána 8. dubna 1965, vstoupila v platnost 1. července 1967 a sloučila orgány do té doby existujících tří evropských společenství (EHS, ESUO a Euratom), které od té doby také začaly používat společný rozpočet. Od tohoto data se pro tato společenství začal používat název Evropská společenství.
| Podpis Platnost Smlouvy   | 1948 Brusel                                             | 1951 1952 Pařížská        | 1954 1955 Paříž. doh.                     | 1957 1958 Římské                          | 1965 1967 Slučovací                                       | 1975 TREVI                                         | 1985 Schengenská                                   | 1986 1987 JEA                                      | 1992 1993 Maastrichtská                            | 1992 1993 Maastrichtská | 1997 1999 Amsterodamská | 2001 2003 Niceská  | 2007 2009 Lisabonská | 2007 2009 Lisabonská |  |  |  |  |  |  |  |  |
|                           |                                                         |                           |                                           |                                           |                                                           |                                                    |                                                    |                                                    |                                                    |                         |                         |                    |                      |                      |  |  |  |  |  |  |  |  |
| Tři pilíře Evropské unie: |                                                         |                           |                                           |                                           |                                                           |                                                    |                                                    |                                                    |                                                    |                         |                         |                    |                      |                      |  |  |  |  |  |  |  |  |
| Evropská společenství:    |                                                         |                           |                                           |                                           |                                                           |                                                    |                                                    |                                                    |                                                    |                         |                         |                    |                      |                      |  |  |  |  |  |  |  |  |
|                           | Evropské společenství pro atomovou energii (EURATOM)    |                           |                                           |                                           |                                                           |                                                    |                                                    |                                                    |                                                    |                         |                         |                    |                      |                      |  |  |  |  |  |  |  |  |
|                           |                                                         |                           | Evropské společenství uhlí a oceli (ESUO) | Evropské společenství uhlí a oceli (ESUO) | Evropské společenství uhlí a oceli (ESUO)                 | Evropské společenství uhlí a oceli (ESUO)          | Smlouva vypršela v roce 2002                       | Smlouva vypršela v roce 2002                       | Smlouva vypršela v roce 2002                       |                         | Evropská unie (EU)      | Evropská unie (EU) |                      |                      |  |  |  |  |  |  |  |  |
|                           |                                                         |                           | Evropské hospodářské společenství (EHS)   |                                           |                                                           |                                                    |                                                    |                                                    |                                                    |                         | Evropská unie (EU)      | Evropská unie (EU) |                      |                      |  |  |  |  |  |  |  |  |
|                           |                                                         |                           |                                           | Schengenská smlouva                       |                                                           |                                                    | Evropské společenství (ES)                         | Evropské společenství (ES)                         |                                                    |                         | Evropská unie (EU)      | Evropská unie (EU) |                      |                      |  |  |  |  |  |  |  |  |
|                           |                                                         | TREVI                     | TREVI                                     | TREVI                                     | Spolupráce v oblasti spravedlnosti a vnitřních věcí (SVV) |                                                    | Evropské společenství (ES)                         | Evropské společenství (ES)                         |                                                    |                         | Evropská unie (EU)      | Evropská unie (EU) |                      |                      |  |  |  |  |  |  |  |  |
|                           | Policejní a soudní spolupráce v trestních věcech (PJCC) | TREVI                     | TREVI                                     | TREVI                                     | Spolupráce v oblasti spravedlnosti a vnitřních věcí (SVV) |                                                    |                                                    |                                                    |                                                    |                         | Evropská unie (EU)      | Evropská unie (EU) |                      |                      |  |  |  |  |  |  |  |  |
|                           |                                                         |                           |                                           |                                           | Evropská politická spolupráce (EPS)                       | Společná zahraniční a bezpečnostní politika (SZBP) | Společná zahraniční a bezpečnostní politika (SZBP) | Společná zahraniční a bezpečnostní politika (SZBP) | Společná zahraniční a bezpečnostní politika (SZBP) |                         | Evropská unie (EU)      | Evropská unie (EU) |                      |                      |  |  |  |  |  |  |  |  |
| Bruselský pakt            | Bruselský pakt                                          | Západoevropská unie (ZEU) | Západoevropská unie (ZEU)                 | Západoevropská unie (ZEU)                 | Západoevropská unie (ZEU)                                 | Západoevropská unie (ZEU)                          | Západoevropská unie (ZEU)                          |                                                    |                                                    |                         |                         | Evropská unie (EU) |                      |                      |  |  |  |  |  |  |  |  |
| Bruselský pakt            | Bruselský pakt                                          | Západoevropská unie (ZEU) | Západoevropská unie (ZEU)                 | Západoevropská unie (ZEU)                 | Západoevropská unie (ZEU)                                 | Západoevropská unie (ZEU)                          | Západoevropská unie (ZEU)                          | Smlouva vypršela v roce 2011                       |                                                    |                         |                         |                    |                      |                      |  |  |  |  |  |  |  |  |
|                           |                                                         |                           |                                           |                                           |                                                           |                                                    |                                                    |                                                    |                                                    |                         |                         | z • d • e          |                      |                      |  |  |  |  |  |  |  |  |